# Trà Tân (Quảng Nam)
Trà Tân is een xã in het district Bắc Trà My, een van de districten in de Vietnamese provincie Quảng Nam.
Trà Tân ligt aan de oever van onder andere de Tranh..